# Người Thổ (Trung Quốc)
Người Thổ (Tiếng Trung: 土族 (Thổ tộc), hay 土昆 (Thổ côn)), Bạch Mông Cổ/Sát Hấn Mông Cổ Nhĩ (Chagan Mongol) (察罕蒙古尔)  hay Mông Cổ Nhĩ (蒙古尔), là một trong 56 dân tộc được công nhận chính thức tại Cộng hòa Nhân dân Trung Hoa. Khái niệm "dân tộc Thổ" mới được tạo ra trong thập niên 1950 cho nên tên gọi còn nhiều tranh luận. Dân tộc này không có liên hệ nào với người Thổ tại Việt Nam.
Tổng dân số của dân tộc này là 241.198 theo thống kê năm 2000, họ sinh sống chủ yếu tại hai tỉnh Thanh Hải và Cam Túc. Tiếng Thổ thuộc nhóm ngôn ngữ Mông Cổ và điều này khiến họ trở nên khác biệt so với những người Hán và người Tạng láng giềng. Hiện nay gần như toàn bộ người Thổ sử dụng tiếng Hán. Người Thổ hiện nay chủ yếu làm nông dân, một số người có một ít vật nuôi. Văn hóa và tổ chức xã hội của người Thổ chịu ảnh hưởng đáng kể của Khổng giáo. Tôn giáo của người Thổ phản ánh các yếu tố của Phật giáo Tây Tạng, Khổng giáo, Shaman giáo và các tín ngưỡng bản địa.